# Синт-Мартенс-Латем

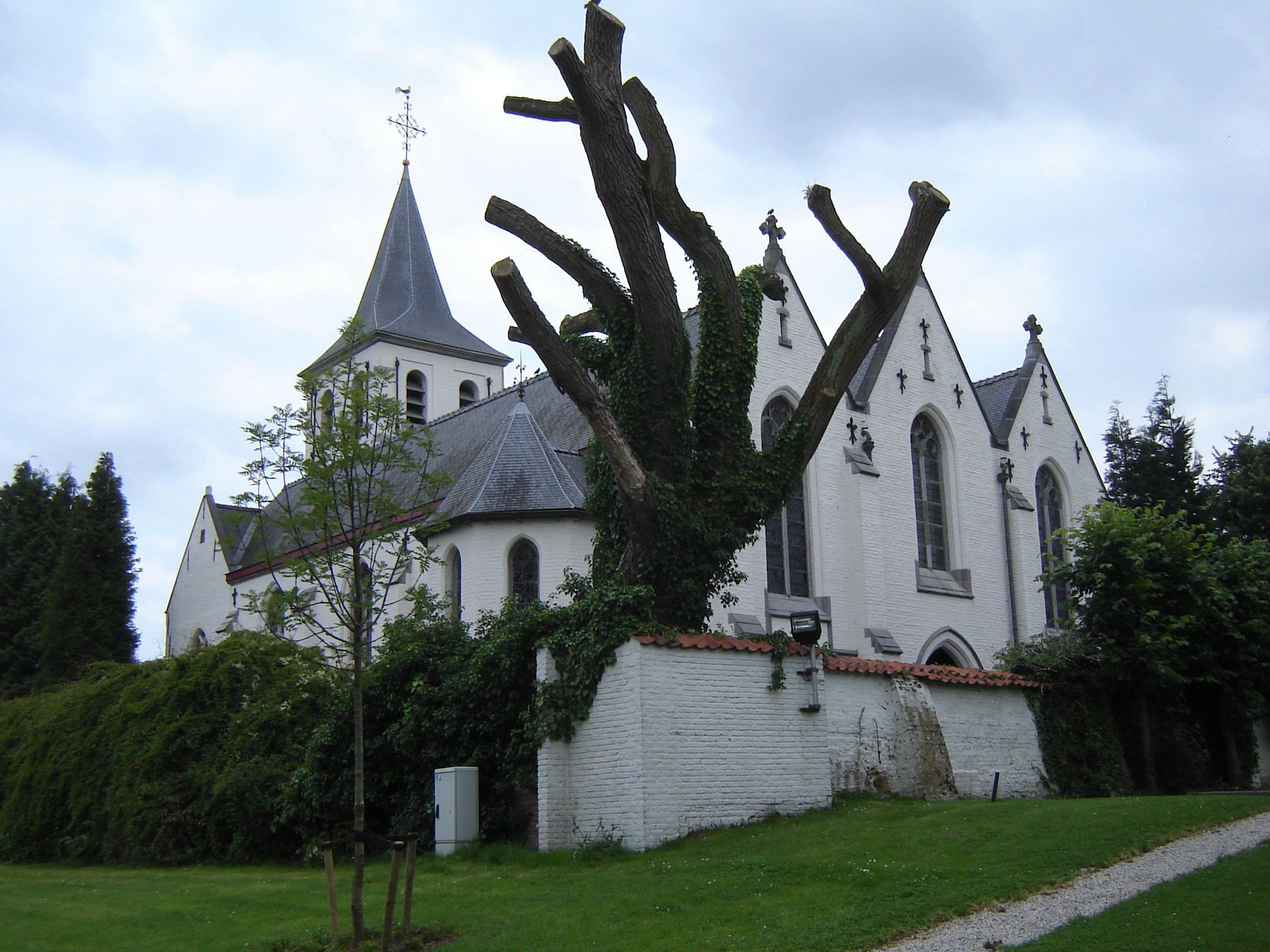
Церковь Св. Мартина

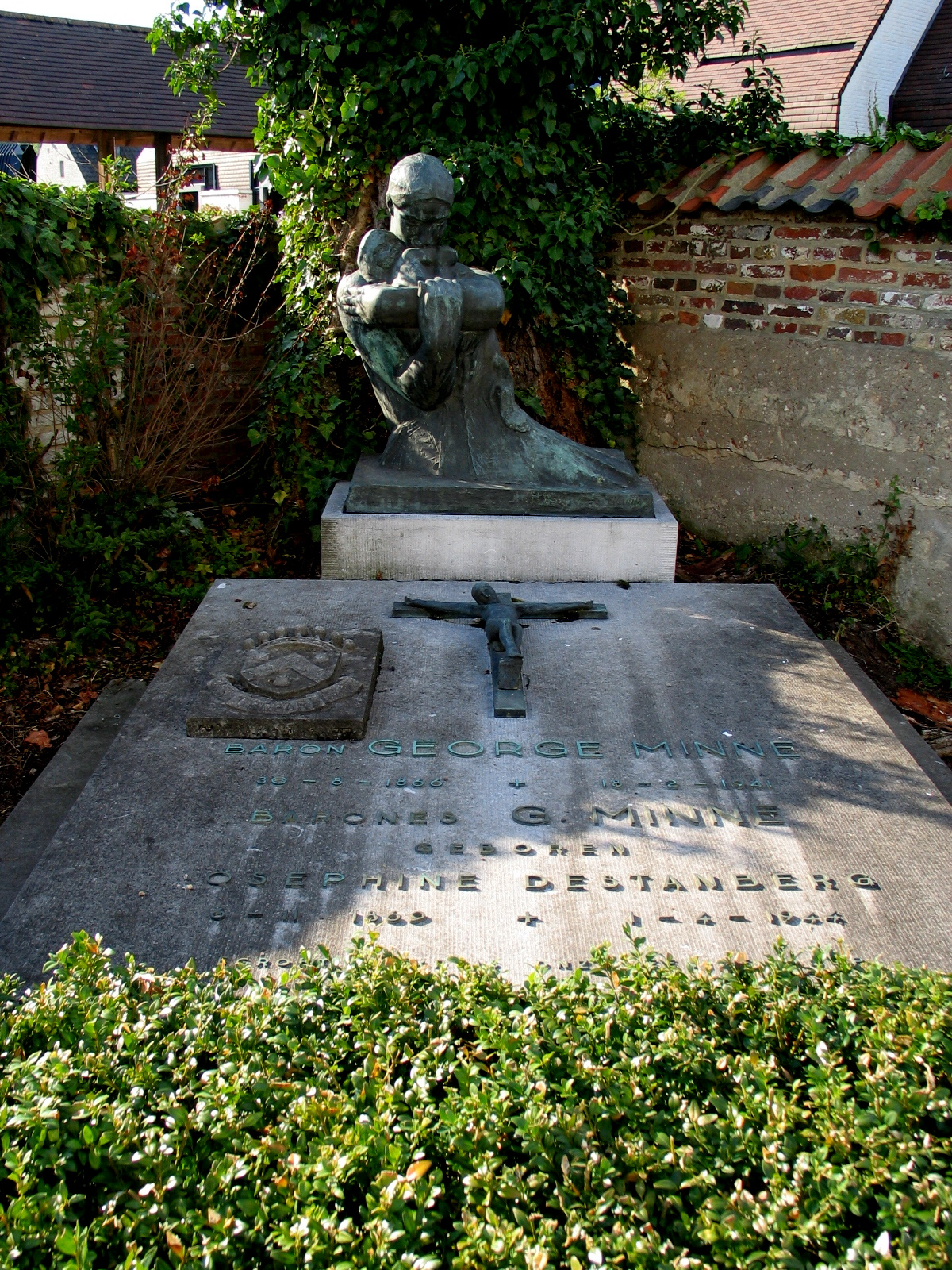
Могила скульптора Жоржа Минне

Синт-Мартенс-Латем (нидерл. Sint-Martens-Latem) — город в Бельгии.

## Описание
Община Синт-Мартенс-Латем находится в провинции Восточная Фландрия, округ Гент, и состоит из двух частей — собственно Синт-Мартенс-Латем и Дёрле (Deurle). Численность населения составляет 8.280 человек (на 2006 год). Синт-Мартенс-Латем является практически одним из предместий Гента. Впервые название «Латем» упоминается в девятом веке. Изменение названия в Синт-Мартенс-Латем произошло только в шестнадцатом веке. Оба муниципалитета до первой половины 20-го века были сельскохозяйственными деревнями. Значительной промышленности здесь не было, за исключением отбеливания тканей на реке Лейе, некоторых флористов и нескольких семейных пивоварен.

## Природа
Община очень привлекательна для туристов, так как в ней имеются леса, зелёные луга и спокойно текущая река Лейе, которая с севера Франции течёт до центра Гента по разнообразным ландшафтам. Река не случайно названа англичанами ‘Золотой рекой’. Синт-Мартенс-Латем является идеальным местом для пеших и велосипедных прогулок вдоль Лейе. Можно погулять в заказнике ‘Латемские Болота’. Латемские Болота расположены в северной части муниципалитета Синт-Мартенс-Латема вдоль правого берега Лейе. Общая площадь составляет около 130 гектаров. Экономическое значение региона заключается в наличии пастбищ и выращивании цветов.

## Культура
В конце XIX — начале XX века в Синт-Мартенсе обосновалась колония художников, давшая начало такому явлению в живописи, как фламандский экспрессионизм. Окружающая их здесь местность — леса, зелёные луга и спокойно текущая река Лейе — подарили вдохновение многим осевшим здесь бельгийским художникам, скульпторам, писателям, поэтам и музыкантам. Это развившееся художественное движение получило название Латемская школа. Четыре поколения художников проживали в Синт-Мартенс-Латеме. Члены первой группы (Минне, Ван ден Абеле,…) назывались «мистиками». Oни начали эту группу, потому что они хотели отреагировать на импрессионизм и были больше заинтересованы в реализме. Вторая «школа» была создана около 1905 года благодаря экспрессионистам Де Смет, Ван ден Берге,… Они имели значительное влияние на развитие последующих модернистских движений в Бельгии. В Синт-Мартенсе интересны имеющиеся здесь несколько музеев и художественных галерей:
- Музей Донт-Даненс (Дёрле)

Стремление музея Донт-Даненс — быть музеем с международной репутацией, ориентированным на будущее и уважать своё прошлое и самобытность. Музей позиционирует себя в качестве современного арт-центра во Фландрии.
- Музей Густа Де Смета (Дёрле)

Музей Густа Де Смета является последним домом и студией великого фламандского экспрессиониста Густа Де Смета (1877—1943). В музее выставлена коллекция его работ, в основном небольшие холсты и рисунки.
- Музей Геварт-Минне

Музей Геварт-Минне находится в бывшей резиденции художника Гевартa, который женился на дочери скульптора Минне, и поэтому носит название Геварт-Минне. B музее представлены работы разных мастеров Латема.

## Достопримечательности
- Темпелгоф

Это старейший дом в Синт-Мартенс-Латеме, построенный в начале семнадцатого века. Раньше это был важный хутор, в котором суд принимал решения и арендаторы занимали видные посты в местных органах власти. Название дома берёт своё начало в легенде, согласно которой рыцари Ордена Тамплиеры побывали когда-то здесь.
- Церковь Святого Мартина

Церковь Святого Мартина, частично романская и готическая, названа в честь Святого Мартина Турского. Она была построена в двенадцатом веке.

## Спорт
В Синт-Мартенс-Латеме находится один из старейших гольф-клубов в Бельгии, а именно: Ройял Гольф Латем. Клуб был основан в 1909 году. Курс имеет 18 лунок и является одним из первых курсов в мире. Территория гольфа составляет 39 акров. Первоначально она была известной как ‘Ле-Бют-Бланш’ (Les Buttes Blanches), но после принятия закона о языке название было изменено в Ройял Клуб Латем Гольф. Строительство этой территории повлияло на подлинный ландшафт Синт-Мартенс-Латема, так как раньше там находились континентальные дюны. В данный момент гольф (c 1982 года) является охраняемой территорией.